# エティエンヌ・マッソン

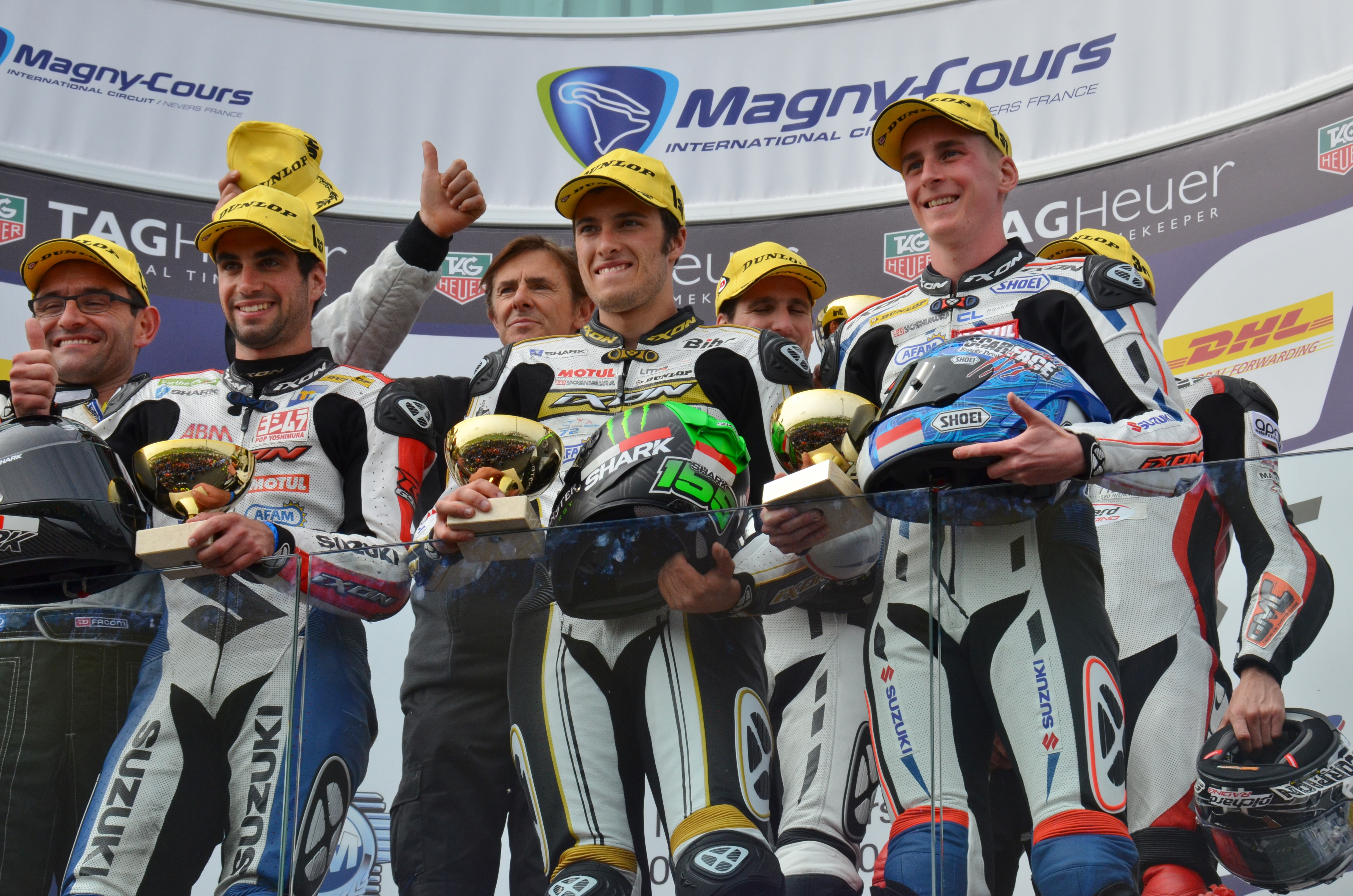
2013年ボルドール24時間耐久ロードレースでバティスト・ギテ、ナンス・シュヴォーと共に表彰台に立つマッソン

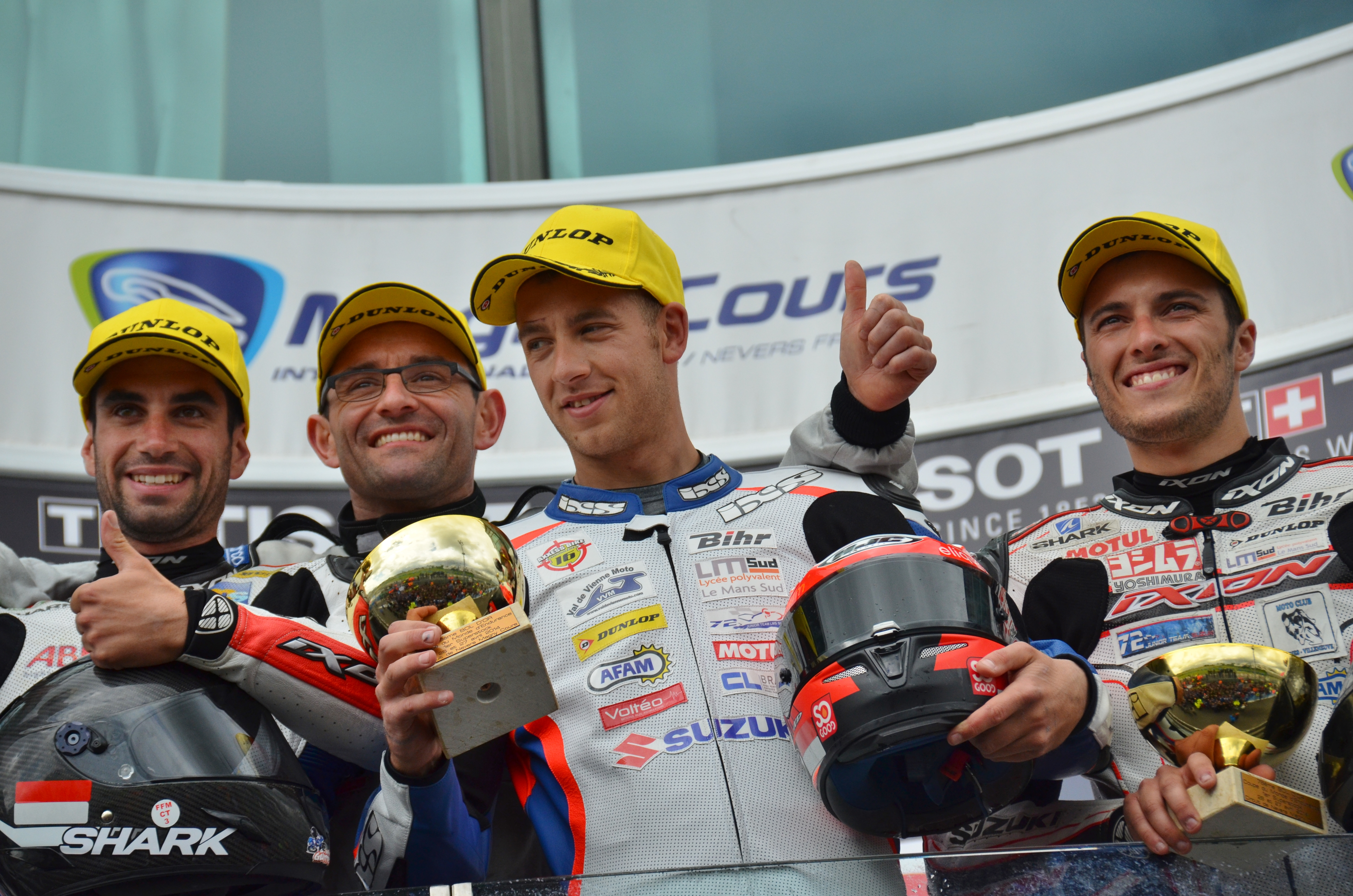
2014年ボルドール24時間耐久ロードレースでバティスト・ギテ、グレッグ・ブラックと共に表彰台に立つマッソン

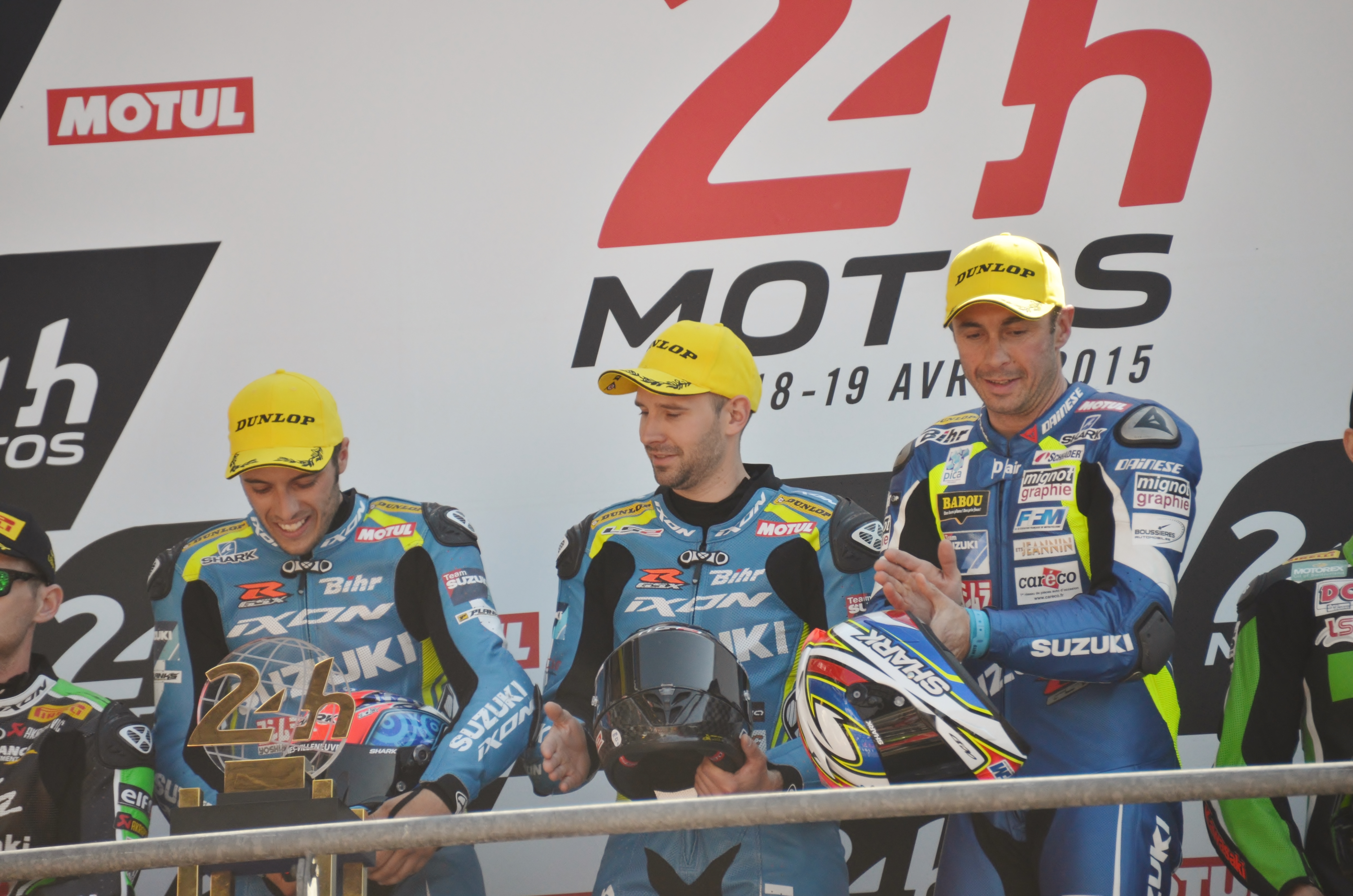
2015年ル・マン24時間耐久ロードレースでアンソニー・デルハレ、ヴァンサン・フィリップと共に表彰台に立つマッソン

エティエンヌ・マッソン（Étienne Masson、1988年9月28日 - ）は、フランス・ブール＝カン＝ブレス出身のオートバイレーサー。

## 経歴
5歳の時にオートバイを乗り始め、12歳までモトクロスで活動していた。
2013年-2014年、スズキ・ジュニアチーム・LMSからFIM世界耐久選手権スーパーストッククラスに参戦。2014年に同クラスでシリーズチャンピオンを獲得。
2015年から2020年までに世界耐久選手権EWCクラスでスズキ・エンデュランス・レーシングチーム（SERT）のライダーとして活躍していた。
2015年、「ブレッサン・オブ・ザ・イヤー」を受賞。
2017年、世界耐久選手権に参戦する傍ら、スズキ・フランスが支援するスズキ・ジュニアチーム・LMSからフランススーパーバイク選手権（FSBK）に参戦。
2021年、ERCエンデュランス・ドゥカティに移籍。2022年にWebike・SRC・カワサキ・フランス・トリックスターに移籍。2023年よりSERTに復帰。

## 戦績
- 2006年 - ジュニアカップ（ホンダ） ランキング2位
- 2007年 - ピレリ・トロフィー ランキング6位 / フランス選手権 ランキング4位
- 2008年 - ピレリ・トロフィー ランキング2位
- 2009年 - プロモスポート1000カップ、フランス耐久選手権優勝
- 2010年 - スーパースポーツ選手権 ランキング4位  / モト・アイン・ヤマハ
- 2011年 - スーパースポーツ選手権 ランキング6位 / モト・アイン・ヤマハ
- 2012年 - スーパースポーツ選手権 ランキング3位 / アップライジング・カワサキ
- 2013年 - スーパーバイク選手権 ランキング4位 / ジュニアチーム・スズキ
- 2013年 - ボルドール24時間耐久ロードレーススーパーストッククラス優勝 / スズキ・ジュニアチーム・LMS
- 2014年 - ボルドール24時間耐久ロードレーススーパーストッククラス優勝 / スズキ・ジュニアチーム・LMS
- 2014年 - FIM世界耐久選手権スーパーストッククラス シリーズチャンピオン / スズキ・ジュニアチーム・LMS
- 2015年 - ル・マン24時間耐久ロードレース優勝 / SERT・スズキ
- 2015年 - FIM世界耐久選手権EWCクラス シリーズチャンピオン / SERT
- 2016年 - ボルドール24時間耐久ロードレース優勝 / SERT
- 2016年 - FIM世界耐久選手権EWCクラス シリーズチャンピオン / SERT
- 2019年 - ボルドール24時間耐久ロードレース優勝 / SERT
- 2020年 - FIM世界耐久選手権EWCクラス シリーズチャンピオン / SERT
- 2023年 - ボルドール24時間耐久ロードレース優勝 / ヨシムラ SERT MOTUL
- 2024年 - ル・マン24時間耐久ロードレース優勝 / ヨシムラ SERT MOTUL
- 2024年 - ボルドール24時間耐久ロードレース優勝 / ヨシムラ SERT MOTUL
- 2024年 - FIM世界耐久選手権EWCクラス シリーズチャンピオン / ヨシムラ SERT MOTUL